# Archie Scott Brown
 (octobre 2010).
Si vous disposez d'ouvrages ou d'articles de référence ou si vous connaissez des sites web de qualité traitant du thème abordé ici, merci de compléter l'article en donnant les références utiles à sa vérifiabilité et en les liant à la section « Notes et références ».
Pas d'image ? Cliquez ici
William Archibald Scott Brown dit « Archie » (13 mai 1927, Paisley – 19 mai 1958, Verviers), est un pilote  automobile britannique originaire d'Écosse. Il a participé à un Grand Prix de Formule 1 en 1956.

## Biographie
Il naît avec une profonde déformation des membres inférieurs et une main droite atrophiée, à la suite de la rubéole qu'à contractée par sa mère pendant la gestation. Malgré ce handicap et les vingt-trois opérations qu'il subit enfant, sa fascination pour la vitesse se révèle très tôt, encouragée en cela par l’engin bricolé pour lui par son père dès 1938. Pour tracer sa voie vers une « vie normale », il s’applique à l’apprentissage de toute une série d’activités sportives, du football au tennis…
Sa rencontre avec Brian Lister remonte à 1951, alors que l’un et l’autre font leurs premières expériences sur circuit. Très vite, ils deviennent indissociables, l’un transformant pour l’autre des engins de catégorie « sport », jusqu’à devenir constructeur à part entière. C’est particulièrement le cas de la Lister-Bristol, dans ses diverses évolutions entre 1954 et 1957 et jusqu'à sa motorisation par Maserati, grâce auxquelles Archie Scott-Brown remporte de nombreuses épreuves en catégorie 2 Litres et au-delà. En débutant la saison 1955 par une victoire lors de la course en catégorie « sport » de l’International British Empire Trophy Race à Oulton Park (où les organisateurs l'avaient exclu pour « infirmité physique » l’année précédente) ; une épreuve qu'il remporte à nouveau en 1957.
1956 est un tournant, avec son entrée dans l’équipe Connaught de Formule 1. Brillant d’emblée à son coup d’essai, sur une Connaught-Alta Type B, lorsque, durant une moitié de la course il conserve la tête devant Stirling Moss sur une Maserati d’usine jusqu’à, comme pour la seconde Connaught engagée, un problème de freins. Il est engagé dans deux courses du championnat du monde, son Grand Prix national, disputé à Silverstone, où il abandonne par la faute d’une roue baladeuse, et au Grand prix d'Italie, à Monza, où il est frappé d’interdiction de courir alors qu’il venait d’y réaliser la pole position provisoire. Bien des organisateurs restent insensibles à son combat pour infléchir les interdits pour cause médicale. C’est le cas en Italie mais c’est aussi le cas des organisateurs du Tourist Trophy à Dundrod (Irlande du Nord). Ce qui explique que, outre l’inscription éconduite en 1956 à Monza, Archie Scott-Brown ne s’est aventuré que deux fois en dehors des îles britanniques : la série d’épreuves du Wilgram Trophy en Nouvelle-Zélande, qu’il remporta, et le Grand Prix de Spa 1958 qui lui fut fatal. Un circuit ultra-rapide qui à l’époque était aussi terriblement dangereux. 
C’est en 1957 que, tirant parti du retrait de Jaguar, Brian Lister fait l’acquisition de plusieurs exemplaires du célèbre six cylindres en ligne et que, toujours avec l’aide de Scott-Brown, il produit sa voiture mythique, l’impressionnante Lister-Jaguar dans ses divers évolutions au fil du temps, dont le modèle « Knobbly », doté d’un design agressif et qui d’emblée se révèle véloce, au service de pilotes comme Archie Scott-Brown, Masten Gregory, Bruce Halford, Walt Hansgen et autres Stirling Moss… Et au volant duquel s’acheva douloureusement une vie que, surmontant tous les obstacles, cet homme à la volonté exemplaire avait voulue intense.
Les pilotes qui avaient appris à le connaître avaient pour lui beaucoup de respect. Juan Manuel Fangio déclarant à son propos : « A phenomenal pilot with uncanny car control… », ce qui pourrait se traduire par : « Un pilote phénoménal avec un talent hors-norme ».

### Accident mortel
Le 18 mai 1958, lors du deuxième Grand Prix de Spa, alors qu'il dispute la victoire à Masten Gregory, il fait une violente embardée dans la ligne droite de Blanchimont. Après avoir percuté un poteau, sa voiture part en tonneau et s’écrase sur les fascines en contrebas, sur lesquelles sont juchés des spectateurs. Tant en raison de sa carrosserie en magnésium que de l’éclatement du réservoir, la Lister-Jaguar s’embrase à l’impact. Son pilote est rapidement dégagé mais il est déjà trop tard : évacué avec des brûlures au troisième degré sur la moitié du corps, il décède le lendemain à l'hôpital.

## Résultats en championnat du monde de Formule 1
| Saison | Écurie                | Châssis | Moteur          | Pneus   | GP disputés | Points inscrits | Classement |
| ------ | --------------------- | ------- | --------------- | ------- | ----------- | --------------- | ---------- |
| 1956   | Connaught Engineering | Alta B  | Alta 4 en ligne | Pirelli | 1           | 0               | n.c.       |